# Ottó Vincze
Ottó Vincze (* 29. August 1974 in Ózd) ist ein ehemaliger ungarischer Fußballspieler im offensiven Mittelfeld.

## Karriere
Vincze spielte zu Beginn seiner Laufbahn beim FC Sion kam in der Saison 1992/93 jedoch nur auf einen Einsatz. Danach wechselte er für zwei Spielzeiten nach Ungarn zu Vasas Budapest. In dieser Zeit wurde er 37 mal eingesetzt und schoss dabei elf Tore. Anschließend wurde er vom Ligakonkurrenten Ferencváros Budapest, mit denen er 1995/96 die Meisterschaft gewann. Vincze trug mit zwei Toren in 17 Spielen dazu bei. Für Budapest trat er in der Gruppenphase der Champions-League-Saison 1995/96 an. Er spielte alle Gruppenspiele mit und erzielte zwei Treffer. Dies reichte allerdings nur für den dritten Platz in der Gruppe D hinter Ajax Amsterdam und Real Madrid. Er wechselte danach wieder zum FC Sion, wo er bei neun Einsätzen und einem Tor die Meisterschaft und den Schweizer Cup gewann, und anschließend zur zweiten Mannschaft des FC Barcelona, wo er 1997 jedoch nur zweimal eingesetzt wurde. Danach kam Vincze zurück nach Budapest und spielte dort noch bis 1999, wobei er 60 Spiele absolvierte und 19 Treffer erzielte. 1999 verpflichtete der SV Waldhof Mannheim ihn für die 2. Fußball-Bundesliga. Dort schoss er in der ersten Saison neun Tore in 31 Spielen. In der zweiten Spielzeit traf er in 16 absolvierten Partien nicht mehr. 2001 kam Vincze für eine Saison zum FC Energie Cottbus, kam allerdings nur auf neun Einsätze in der 1. Bundesliga. Anschließend zog es ihn zurück nach Ungarn, wo er sich dem Zalaegerszegi TE FC anschloss. Dort erzielte er innerhalb von zwei Jahren sechs Treffer in 45 Spielen. Darauf wechselte Vincze zu Győri ETO FC, für die er noch einmal 17 Tore in 58 Spielen schoss. Nach einem kurzen Aufenthalt beim SV St. Margarethen beendete er seine Karriere beim ungarischen Drittligisten Biatorbagy SE.
1998 wurde Vincze zweimal bei der ungarischen Fußballnationalmannschaft eingewechselt. Zwischen 1999 und 2005 kam er neunmal zum Einsatz, erzielte aber kein Tor.

## Familie
Sein jüngerer Bruder Gábor (* 1976) war ebenfalls Profifußballspieler.
Auch sein Sohn Ádám (* 2000) schaffte den Weg in den Profifußball, brachte es bis dato (Stand: Juni 2025) nicht über die zweithöchste ungarische Spielklasse hinaus.